# Skulptura Děti s míčem
Skulptura Děti s míčem, nazývaná také sousoší Děti s míčem a původním názvem skulptura pro kašnu na náměstí Klementa Gottwalda, je exteriérová pískovcová skulptura na náměstí Přerovského povstání v Přerově.

## Historie a popis
Skulpturu Děti s míčem, která je umístěna na fontáně, vytvořil český sochař a pedagog Bohumil Teplý (1932–2020) v letech 1983–1984. Na celém díle se také autorsky podíleli Ladislav Werkmann (*1941) a architekt Karel Typovský (1923–2023). Nadčasové dílo vniklo v duchu socialistického realismu a investorem byl tehdejší Městský národní výbor Přerov. Skulptura znázorňuje tři nahé hrající si děti - chlapce, kteří společně rukama drží míč nad svými hlavami. Celé dílo včetně soklu je z božanovského pískovce a umístěné na okraji nádrže v malém parku u kruhového objezdu.

### Rozměry díla
Rozměry skulptury jsou:
| Výška   | 1,60 m                    |
| Šířka   | 1,13 m                    |
| Hloubka | 1,20 m                    |
| Sokl    | 1,00×2,00 m, výška 0,60 m |

## Další informace
Dílo je celoročně volně přístupné a nachází se u cyklistické stezky.

## Galerie

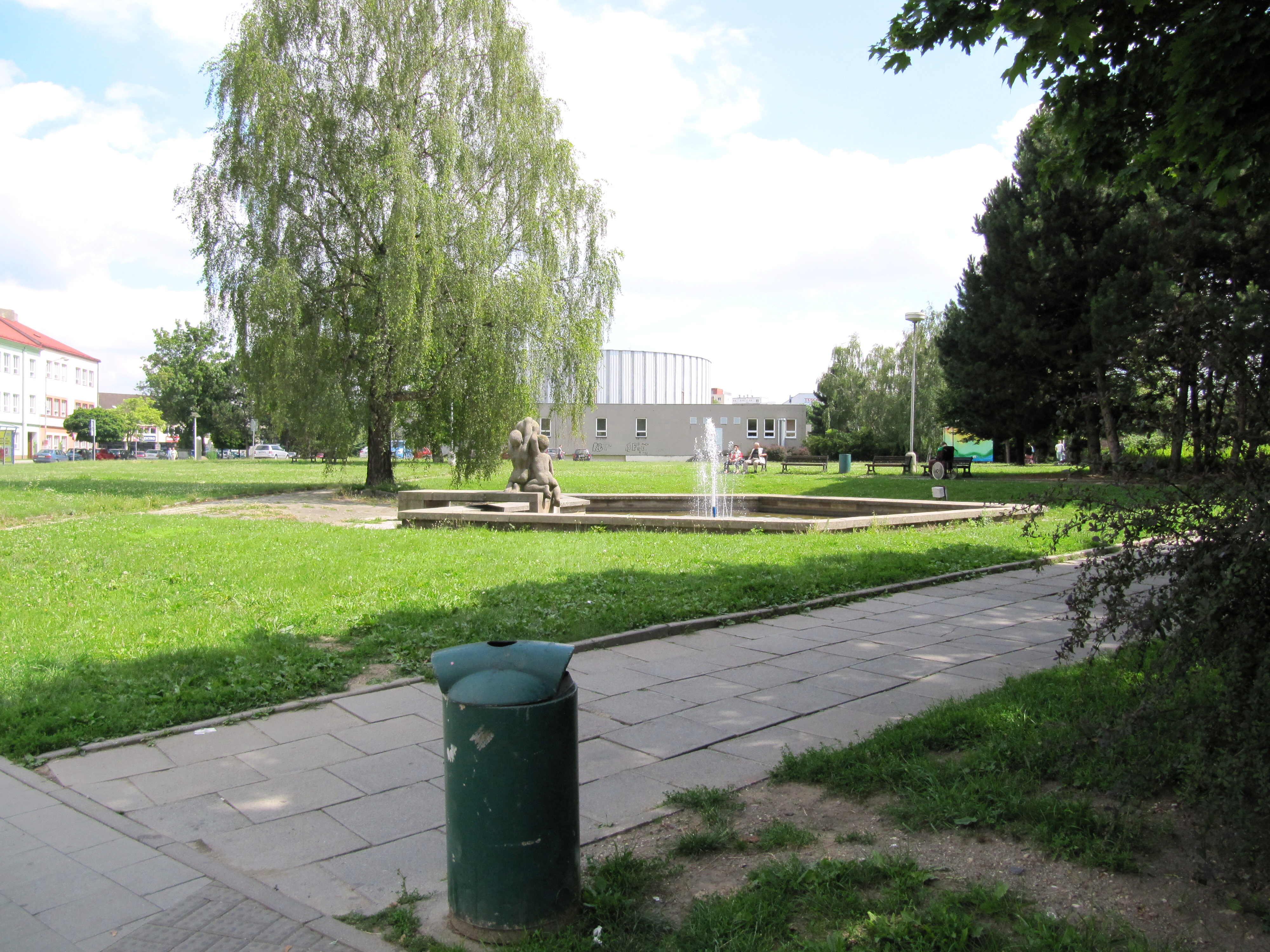
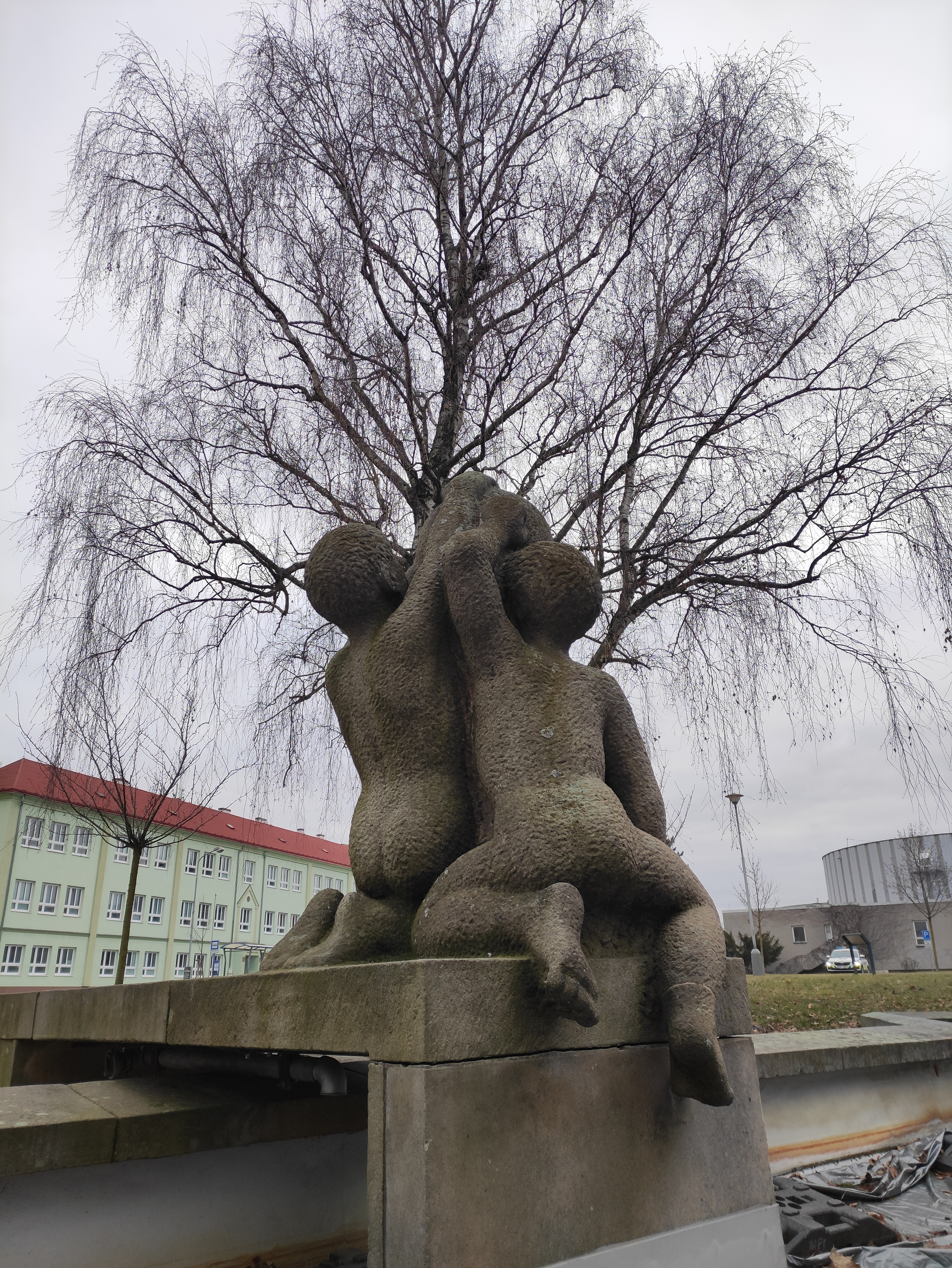